# Marko Pascha
Marko Pascha (Marko Apostolidis, griechisch Μάρκος Αποστολίδης; † 1888 in Istanbul) war ein osmanischer Arzt und der erste Präsident des Türkischen Roten Halbmonds.
Die Volks- und Mittelschule besuchte Marko Pascha auf der Insel Syros. Danach zog seine Familie nach Istanbul, wo er an der Mekteb-i Tıbbiye-i Şahane (militärische Medizinfakultät) studierte. In seinem Abschlussjahr wurde er zum Chef der chirurgischen Klinik ernannt. Er war der erste Arzt, der in den militärischen Rang eines Mirliva erhoben wurde. 1861 wurde er Hekimbaşı von Sultan Abdülaziz. 1871 wurde Marko Pascha Dekan der Mekteb-i Tıbbiye-i Şahane. 1878 wurde er durch Sultan Abdülhamid II. in das Meclis-i Ayan bestellt. Marko Pascha war zusammen mit Aziz Bey an der Gründung des Roten Halbmondes beteiligt.
Marko Pascha war beim Volk als guter und geduldiger Arzt bekannt. Daher ist noch heute in der Türkei der Ausspruch anlat derdini Marko Paşa'ya (‚erzähl deine Sorgen Marko Pascha‘) bekannt.

## Rezeption
- 1946 gründeten Sabahattin Ali und Aziz Nesin die türkische Satirezeitschrift Markopaşa
- 1967 wurde der Film Marko Paşa gedreht.

| Personendaten    | Personendaten                                                           |
| ---------------- | ----------------------------------------------------------------------- |
| NAME             | Marko Pascha                                                            |
| ALTERNATIVNAMEN  | Apostolidis, Marko (wirklicher Name)                                    |
| KURZBESCHREIBUNG | osmanischer Arzt und der erste Präsident des Türkischen Roten Halbmonds |
| GEBURTSDATUM     | 18. Jahrhundert oder 19. Jahrhundert                                    |
| STERBEDATUM      | 1888                                                                    |
| STERBEORT        | Istanbul                                                                |